# Parigi-Camembert 2016
La Parigi-Camembert 2016, settantasettesima edizione della corsa e valida come evento del circuito UCI Europe Tour 2016 categoria 1.1, valida inoltre come quinta prova della Coppa di Francia, fu disputata il 3 aprile 2016, per un percorso totale di 205 km. Fu vinta dal francese Cyril Gautier, al traguardo con il tempo di 5h16'33" alla media di 38,856 km/h.
Al traguardo 69 ciclisti portarono a termine la gara.

## Squadre e corridori partecipanti
| N.      | Cod. | Squadra                          |
| ------- | ---- | -------------------------------- |
| 1-8     | FVC  | Fortuneo-Vital Concept           |
| 11-18   | RLM  | Wallonie Bruxelles-Group Protect |
| 21-28   | FDJ  | FDJ                              |
| 31-38   | ROT  | Team Roth                        |
| 42-48   | AND  | Androni Giocattoli-Sidermec      |
| 51-57   | COF  | Cofidis                          |
| 61-68   | ---  | non assegnato                    |
| 71-78   | EUS  | Euskadi Basque Country-Murias    |
| 81-87   | ALM  | AG2R La Mondiale                 |
| 91-98   | ---  | non assegnato                    |
| 101-108 | DMP  | Delko-Marseille Provence-KTM     |
| 111-118 | AUB  | HP BTP-Auber 93                  |
| 121-128 | DEN  | Direct Énergie                   |
| 131-138 | DPC  | Drapac Professional Cycling      |
| 141-148 | ADT  | Armée de Terre                   |

## Classifiche finali

### Ordine d'arrivo (Top 10)
| Pos. | Corridore           | Squadra                     | Tempo    |
| ---- | ------------------- | --------------------------- | -------- |
| 1    | Cyril Gautier       | AG2R                        | 5h16'33" |
| 2    | Anthony Delaplace   | Fortuneo                    | s.t.     |
| 3    | Romain Feillu       | HP BTP-Auber 93             | a 5"     |
| 4    | Samuel Dumoulin     | AG2R                        | s.t.     |
| 5    | Baptiste Planckaert | Wallonie                    | s.t.     |
| 6    | Daniele Ratto       | Androni Giocattoli-Sidermec | s.t.     |
| 7    | Leonardo Duque      | Delko                       | s.t.     |
| 8    | Loïc Chetout        | Cofidis                     | s.t.     |
| 9    | Quentin Pacher      | Delko                       | s.t.     |
| 10   | César Bihel         | HP BTP-Auber 93             | s.t.     |

### Classifica scalatori
| Pos. | Corridore         | Squadra  | Punti |
| ---- | ----------------- | -------- | ----- |
| 1    | Anthony Delaplace | Fortuneo | 13    |
| 2    | Francis Mourey    | Fortuneo | 13    |
| 3    | Pierrick Fédrigo  | Fortuneo | 10    |